# Peder Pedersen
Peder Pedersen (ur. 3 listopada 1945 w Nørre Nærå, zm. 9 stycznia 2015) – duński kolarz torowy, mistrz olimpijski oraz pięciokrotny medalista mistrzostw świata.

## Kariera
Pierwszy sukces w karierze Peder Pedersen osiągnął w 1964 roku, kiedy został mistrzem kraju w sprincie indywidualnym amatorów. Dwa lata później wystartował na igrzyskach olimpijskich w Tokio, gdzie w tej samej konkurencji odpadł w eliminacjach. Na mistrzostwach świata w Brnie w 1969 roku zdobył brązowy medal, przegrywając tylko z Francuzem Danielem Morelonem i Omarem Pchakadze z ZSRR, na mistrzostwach w Leicesterze w 1970 roku był drugi za Morelonem, a rok później zdobył srebro w wyścigu na 1 km podczas mistrzostw świata w Varese. W międzyczasie, wspólnie z Gunnarem Asmussenem, Reno Olsenem, Mogensem Freyem i Perem Lyngemarkiem wywalczył złoty medal w drużynowym wyścigu na dochodzenie podczas igrzysk olimpijskich w Meksyku w 1968 roku. Na tych samych igrzyskach rywalizację w sprincie zakończył w eliminacjach. Niepowodzeniem zakończył się też jego start na igrzyskach w Monachium w 1972 roku. W swej koronnej konkurencji zdobył ponadto dwa medale jako zawodowiec: złoty podczas mistrzostw świata w Montrealu w 1974 roku oraz srebrny na mistrzostwach świata w Liège w 1975 roku, gdzie przegrał tylko z Johnem Nicholsonem z Australii. Ponadto wielokrotnie zdobywał medale torowych mistrzostw Danii, w tym jedenaście złotych.